# Parque González
El Parque González (en francés: Parc González) es un jardín botánico de 3000 m² de extensión, de administración comunal, en Bormes-les-Mimosas, Francia.
Gracias a su diseño y cultivo de variedades de plantas pertenecientes a la flora australiana está clasificado por el Ministerio de Cultura de Francia como  « Jardin Remarquable» ( jardín notable ).
Se encuentra abierto todos los días y la entrada es gratuita. 

## Historia
Esta propiedad de 3000 m² fue comprada por la pintora Roberta González, hija del escultor Julio González y esposa del pintor abstracto Hans Hartung en 1939 hasta su divorcio en 1953.
En 1996, los propietarios Viviane Grimminger y Carmen Martinez ceden el jardín a la comunidad de Bormes-les-Mimosas, siempre y cuando mantengan el parque abierto al público y creen un jardín con vegetación australiana.
Gilles Augias, paisajista de Bormes-les-Mimosas, ajardinó el jardín con 320 plantas de 250 especies a fines de 2001.
El jardín está oficialmente abierto al público desde el sábado 24 de enero de 2004, durante la 8ª edición de Mimosalia.
En el jardín se encuentra la villa que hizo construir Roberta González.  

## Colecciones vegetales
El género Mimosa fue descrito por Carlos Linneo y publicado en Species Plantarum, vol. 1, p. 516–523, 1753, ampliando su diagnosis en Genera Plantarum, nº597, p. 233, 1754. La especie tipo es: Mimosa sensitiva L.
El jardín alberga principalmente colecciones de Acacia, Banksia, Eucalyptus, Grevillea, Hakea, Melaleuca y Eremophila

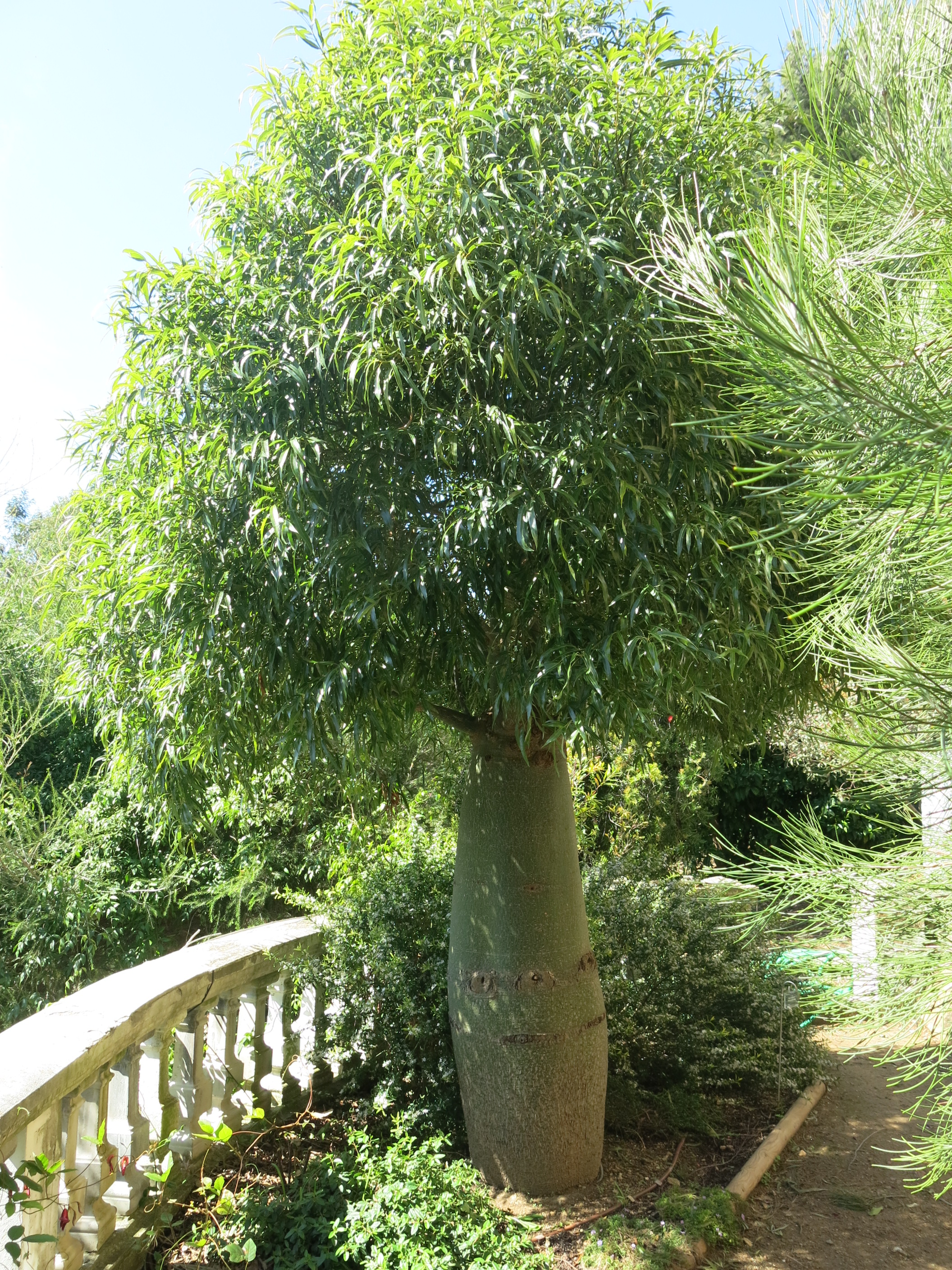
Brachychiton
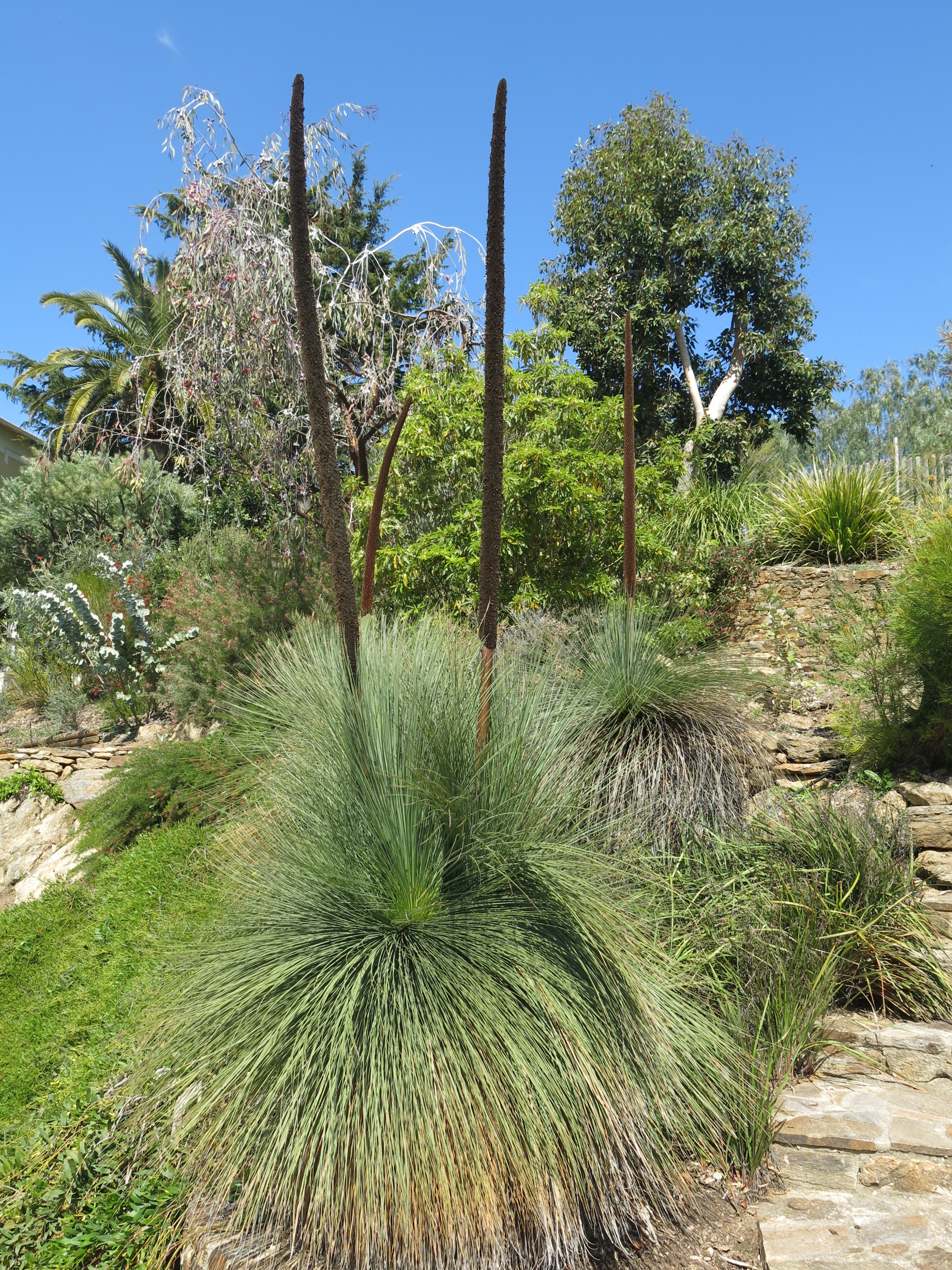
Xanthorrhoea glauca
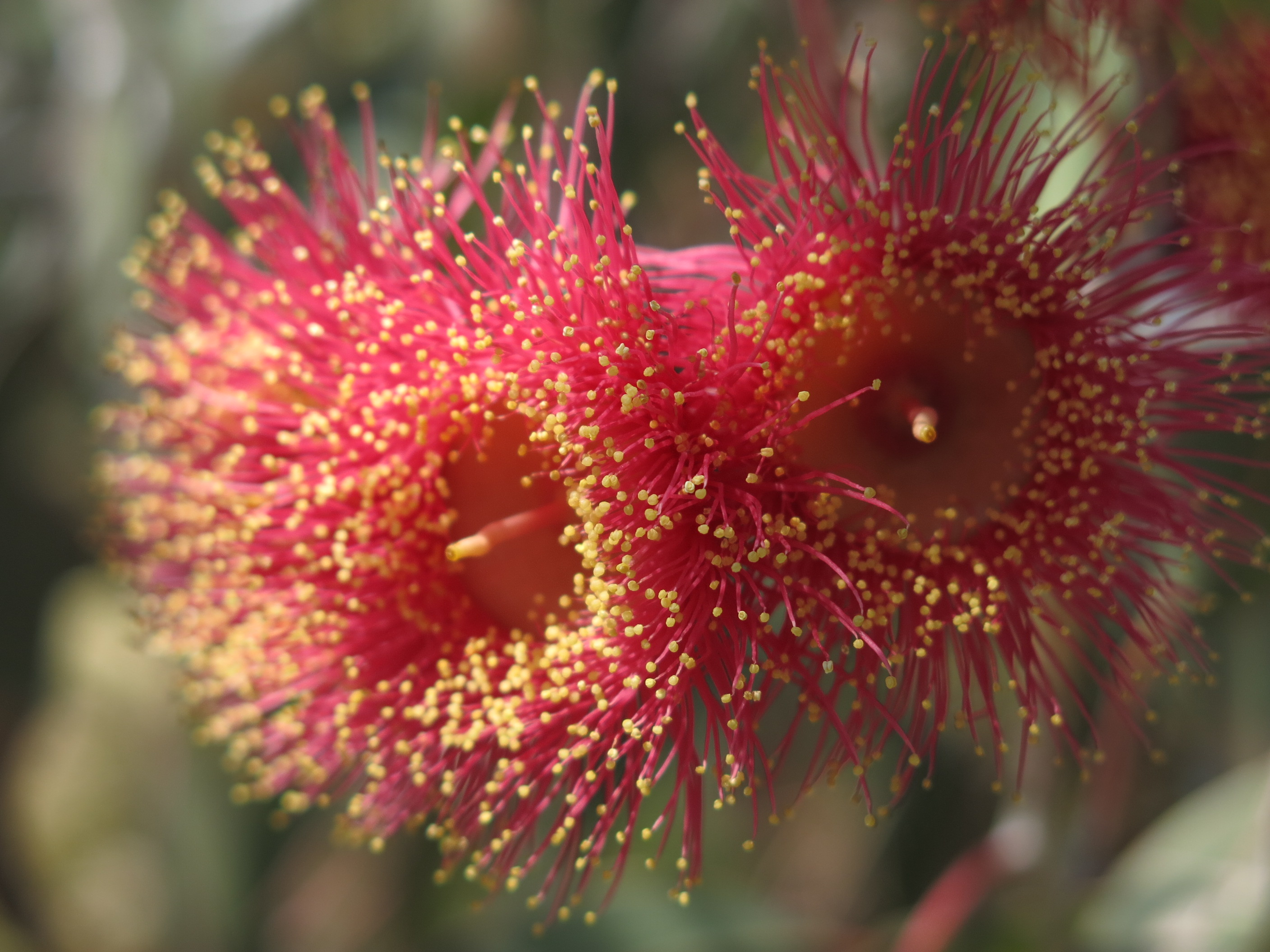
Rhagodia baccata
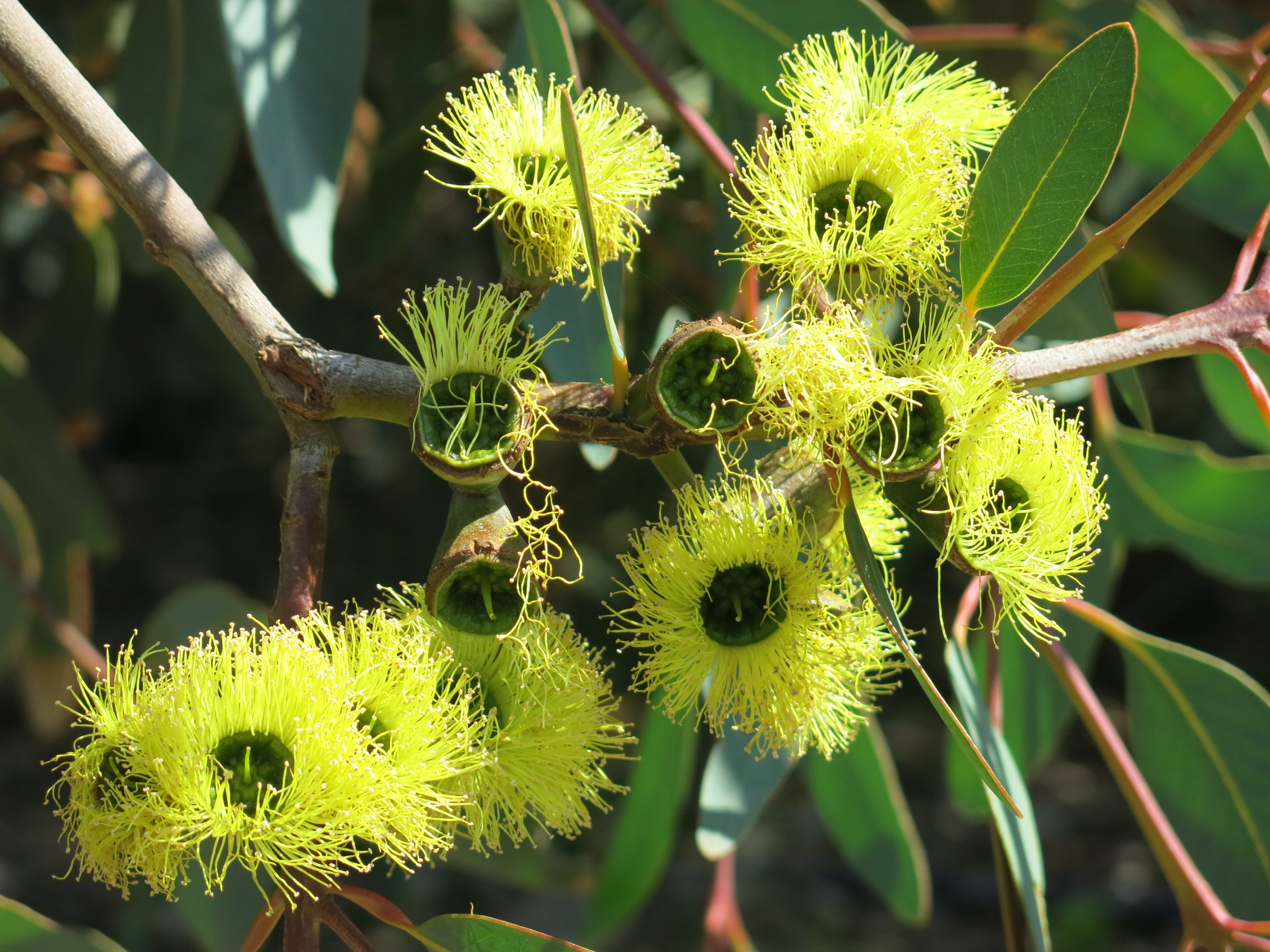
Eucalyptus preissiana